# Зиепниеккалнс

Улица Валдекю

Зие́пниеккалнс (латыш. Ziepniekkalns, историческое название Зейфенберг, нем. Seifenberg, дословно — Гора Мыловаров) — микрорайон города Риги. Расположен в Земгальском предместье, между улицами Зиепниеккална, Виенибас гатве, Карля Ульманя гатве, Мукусалас. Южная граница микрорайона является границей города.

## История развития
Застройка микрорайона велась на участках бывшей усадьбы «Эбельмуйжа» и посёлка Шосциемс. Центр Зиепниеккалнса был включён в черту города уже в 1828 году, но вся сегодняшняя территория, включая земли бывшей усадьбы Ливес, в 1974.

Дома в Зиепниеккалнсе

Первоначально застраивался частными домами, затем, начиная с 1950-х годов появляются многоквартирные дома, построенные предприятиями для своих работников, а также небольшие городки для военнослужащих Прибалтийского военного округа.
Институтом «Латгипрогорстрой» был разработан детальный план развития района. В 1974 под руководством архитектора А. Берке было предусмотрено строительство четырёх микрорайонов. Основная застройка велась в середине 1980-х годов (архитекторы доработанного проекта — М. Апситис и другие).
Граница между старым и новым Зиепниекалнсом условно проходит по Яня Чакстес гатве, сразу за парком. Большинство отстроенных домов — серийные блочные здания 602-й и 119-й серии, расположенные по обе стороны улицы Валдекю. Выделяются высотки из красного кирпича и появившееся в последние годы, индивидуально спланированные новостройки.

## Промышленность

Главный корпус АО «Дзинтарс»

Градообразующим предприятием для Зиепниеккалнса должен был стать завод промышленных роботов — самого крупного завода роботов в СССР. К 1990 году корпуса были практически готовы, но происшедший распад государства не позволил начать работу новому предприятию. В 1990-е годы эти корпуса были предложены компании Coca-Cola, но она сделала выбор в пользу размещения производства в Эстонии. Сегодня в этих помещениях работают компании по производству металлоконструкций и стройматериалов «Ruuki Latvia» и «Transbūvserviss».
Из крупных предприятий в действует и активно экспортирует свою продукцию изготовитель фанеры и пиломатериалов «Латвияс Финиерис».
Действовавшее до 2019 года парфюмерное производство «Dzintars» признано банкротом. С 2020 года владельцем «Dzintars» является ООО H.A.Brieger. Название предприятия и производства было заменено на историческое - H.A.Brieger, а для названий косметической продукции сохранено легендарное название «Dzintars».История производства Дзинтарс. Официальный сайт производства.
На Виенибас гатве находятся теплицы предприятия «Ригас зиедс» («Rigas zieds»). Выращенные цветы реализуются в магазинах и на цветочных базарах города.

## Достопримечательности

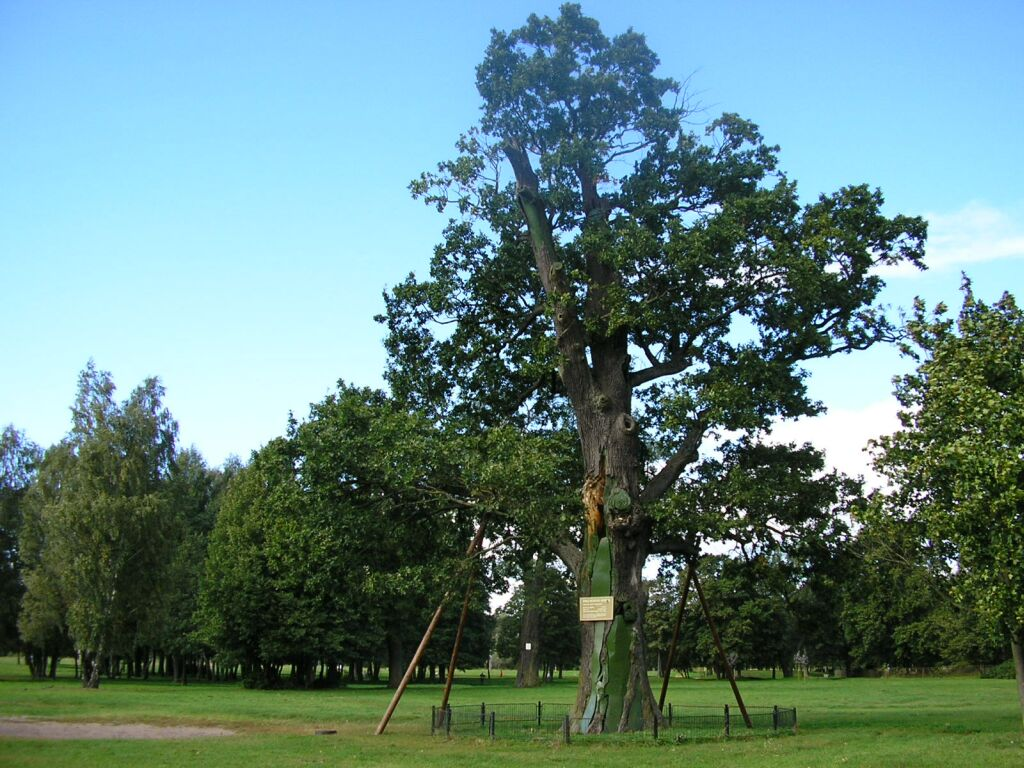
Эбельмуйжский дуб, 2004

В Эбельмуйжском парке сохранились девять старых дубов. Два из них с 1977 года охраняются государством как памятники природы.
Зиепниеккалнские дюны — дюны песчаной равнины Балтийского ледникового озера. Значительная часть их уничтожена на разных этапах развития района, но многие ещё сохранились. Место их нахождения находится в пределах от левого берега Даугавы и речки Бишумуйжас Гравис, до района улиц Залениеку и Скайсткалнес.
На Зиепниеккалнском кладбище похоронены участники революции 1905 года. На прилегающем участке — братская могила советских военнопленных, жертв Второй мировой войны. Установлен гранитный памятник работы Э. Упениеце (1956).

## Гостиницы

Гостиница «Бригита»

- «Бригита» («Brigita»). Открылась в конце 1980-х годов. Нынешний вид приобрела после основательного ремонта: был добавлен этаж, обновлён фасад.
- «Вилмая» («Vilmāja»). Начала работу в январе 2004 года. Переоборудована из здания бывшего общежития.

## Транспорт
Автобусы:

Автобусное и троллейбусное кольцо

Троллейбусное кольцо

- № 23 ул. Абренес — Баложи (следует на окраине района по ул. Баускас)
- № 26 ул. Абренес — Катлакалнс (следует на окраине района по ул. Баускас)
- № 44 Золитуде — Плескодале — Агенскалнс — Торнякалнс — Зиепниеккалнс
- № 46 Золитуде — Иманта — Дзирциемс — Агенскалнс — Торнякалнс — Зиепниеккалнс
- № 56 Зиепниеккалнс — Даугавгрива
- № 60 Зиепниеккалнс — Кенгарагс
- ночной автобус N10

Троллейбусы:
- № 4 Зиепниеккалнс — Югла-3
- № 19 ул. Петерсалас — АО «Дзинтарс» — Зиепниеккалнс (с 03.03.2018.)
- № 27 Привокзальная площадь — Зиепниеккалнс

Трамваи
- № 10 Центральный рынок — Бишумуйжа (по ул. Баускас)

Железнодорожное сообщение
- Остановочные пункты «Атгазене» и «Бизнеса Аугстскола Туриба» на электрифицированной линии Рига — Елгава